# Leanne Shapton
Leanne Shapton (* 25. Juni 1973 in Toronto, Ontario) ist eine kanadische Autorin, Publizistin und Künstlerin, die in New York City lebt. Ihr Themenschwerpunkt ist die Kleidermode.

## Leben
Shaptons Mutter stammt von den Philippinen, ihr Vater ist Kanadier.
In Kanada war sie für Zeitschriften wie "Saturday Night" und Maclean’s und die Zeitung National Post tätig. Sie leitet den Verlag für schön ausgestattete Bücher J&L Books, Atlanta Georgia, den sie 2001 mit Jason Fulford gründete. Für ihr Buch Was She Pretty? erhielt sie 2007 den kanadischen "Dough-Wright-Award".
Seit 2009 war sie Artdirector für die New York Times. Shapton veröffentlichte dort Gegen-Editorials (op-eds). Sie arbeitet auch als Illustratorin und Verlegerin von Graphic Novels.
Ihr Buch Bedeutende Objekte und persönliche Besitzstücke aus der Sammlung von Leonore Doolan und Harold Morris, darunter Bücher, Mode und Schmuck. ist wie ein Auktionskatalog aufgemacht. Ein fiktives Auktionshaus bildet etwa 300 Gegenstände ab und beschreibt sie; sie dokumentieren den Verlauf der etwa vierjährigen Beziehung zwischen den Kunstfiguren Lenore und Harold. Für das Buch liegt eine Option zur Verfilmung durch die Produktionsfirma Plan B Entertainment mit Brad Pitt und Natalie Portman vor.
Das autobiografische Reflexionsbuch Swimming studies, das der Suhrkamp Verlag 2012 unter dem Titel Bahnen ziehen herausbrachte, stellt die Jugend Shaptons, als eine auf Olympia-Qualifikationsmeisterschaften orientierte Leistungsschwimmerin, aus vielen Blickwinkeln dar. Das von Ehrgeiz und Disziplin geprägte Vollzeit-Projekt führte dazu, dass sie sich als 18-Jährige vollständig aus der Karriere als Leistungssportlerin zurückzog. Trotzdem hat die biografische Prägung noch heute die Folge, dass sie bei nahezu jeder Reise den lokalen Schwimmbädern Aufmerksamkeit widmet, sie zeichnerisch für sich festhält.
Shapton lebt in Greenwich Village.

## Preise und Auszeichnungen
- 2012: National Book Critics Circle Award in der Sparte Autobiografie.

## Werke
- Guestbook: Ghost Stories. Particular Books, 2019, ISBN 978-1-84614-493-6.
  - Übers. Sophie Zeitz: Gästebuch: Gespenstergeschichten. Suhrkamp, 2020, ISBN 978-3-518-42956-3.
- mit Niklas Maak: Durch Manhattan. Hanser, München 2017, ISBN 978-3-446-25666-8.
- mit Sheila Heti, Heidi Julavits: Women in Clothes. Penguin UK, 2014, ISBN 978-0-399-16656-3.
  - Übers. Sophie Zeitz, Britt Somann-Jung: Frauen und Kleider. Was wir tragen, wie wir sind. 3., Durchges., leicht gek. Ausg. Fischer, Frankfurt am Main 2015, ISBN 978-3-10-002242-4.[4]
- Sunday Night Movies. Drawn & Quarterly, Montreal 2013, ISBN 978-1-77046-127-7.
- Swimming studies. Blue Rider Press, New York 2012, ISBN 978-0-399-15817-9.
  - Übers. Sophie Zeitz: Bahnen ziehen. Suhrkamp, Berlin 2012, ISBN 978-3-518-46402-1.[5]
- The Native Trees of Canada. Drawn & Quarterly, New York 2010, ISBN 978-1-77046-032-4.
- Was She Pretty? Graphic Novel, Farrar, Straus & Giroux, New York 2007, ISBN 978-0-374-29926-2.
- Important Artefacts and Personal Property from the Collection of Leonore Doolan and Harold Morris, including Books, Street Fashion and Jewelry. Saturday, 14 february 2009. Farrar, Straus & Giroux, New York 2009, ISBN 978-1-4088-0472-8.
  - Übers. Rebecca Casati: Bedeutende Objekte und persönliche Besitzstücke aus der Sammlung von Leonore Doolan und Harold Morris, darunter Bücher, Mode und Schmuck. Berlin Verlag, Berlin 2010, ISBN 978-3-8270-0901-2.
- Toronto. Drawings. Art Data, J&L Books, Atlanta 2003, ISBN 0-9701656-8-4.

## Grafik für Bücher
- Chuck Palahniuk: Diary. Roman. Doubleday, New York 2003, ISBN 0-385-50947-2 (Buchumschlag von L. S.)

## Ausstellung
- Leanne Shapton, Kunstraum Murkudis, Berlin, 24. Januar bis 6. Februar 2010